# (37624) 1993 RT8
1993 أر تي 8 (ويعرف أيضًا باسم (37624) 1993 أر تي 8 وفق تسمية الكوكب الصغير) (بالإنجليزية: 1993 RT8)‏ هو كويكب ضمن حزام الكويكبات؛ وترتيبه 37624 من حيث الاكتشاف.
اكتُشف هذا الجُرم الفلكي بواسطة إيريك والتر إلست في 14 سبتمبر 1993.

## وصلات خارجية
- (37624) 1993 RT8 في قاعدة بيانات مختبر الدفع النفاث لأجرام النظام الشمسي الصغيرة

- الاكتشاف · مخطط المدار ·  العناصر المدارية · المعلمات المادية

- (37624) 1993 RT8 على موقع ويكي سكاي: DSS2, SDSS, GALEX, IRAS, Hydrogen α, X-Ray, Astrophoto, Sky Map, Articles and images